# Distrikt Porto
Der Distrikt Porto, Distrito do Porto, ist ein Distrikt im Norden Portugals. Die Nachbardistrikte heißen Braga im Norden, Vila Real im Nordosten, Viseu im Südosten und Aveiro im Süden. Im Westen grenzt der Distrikt an den Atlantischen Ozean.
Die Fläche beträgt 2395 km², der Distrikt hat eine Bevölkerung von ca. 1,77 Millionen (Stand 2018). Hauptstadt des Distrikts ist Porto. Kfz-Kennzeichen für Anhänger: P.
Der Distrikt teilt sich in 18 Kreise (Municípios):
| Kreis              | Anzahl Gemeinden | Einwohner (2021) | Fläche km² | Dichte Einw./km² | LAU- Code | Region       | Unterregion          |
| ------------------ | ---------------- | ---------------- | ---------- | ---------------- | --------- | ------------ | -------------------- |
| Amarante           | 26               | 52.116           | 301,30     | 173              | 1301      | Região Norte | Tâmega e Sousa       |
| Baião              | 14               | 17.534           | 174,52     | 100              | 1302      | Região Norte | Tâmega e Sousa       |
| Felgueiras         | 20               | 55.848           | 115,74     | 483              | 1303      | Região Norte | Tâmega e Sousa       |
| Gondomar           | 7                | 164.257          | 131,87     | 1.246            | 1304      | Região Norte | Metropolregion Porto |
| Lousada            | 15               | 47.364           | 96,06      | 493              | 1305      | Região Norte | Tâmega e Sousa       |
| Maia               | 10               | 134.977          | 82,99      | 1.626            | 1306      | Região Norte | Metropolregion Porto |
| Marco de Canaveses | 16               | 49.541           | 201,90     | 245              | 1307      | Região Norte | Tâmega e Sousa       |
| Matosinhos         | 4                | 172.557          | 62,43      | 2.764            | 1308      | Região Norte | Metropolregion Porto |
| Paços de Ferreira  | 12               | 55.595           | 70,99      | 783              | 1309      | Região Norte | Tâmega e Sousa       |
| Paredes            | 18               | 84.354           | 156,74     | 538              | 1310      | Região Norte | Metropolregion Porto |
| Penafiel           | 28               | 69.629           | 212,23     | 328              | 1311      | Região Norte | Tâmega e Sousa       |
| Porto              | 7                | 231.800          | 41,43      | 5.595            | 1312      | Região Norte | Metropolregion Porto |
| Póvoa de Varzim    | 7                | 64.255           | 82,22      | 782              | 1313      | Região Norte | Metropolregion Porto |
| Santo Tirso        | 14               | 67.709           | 136,61     | 496              | 1314      | Região Norte | Metropolregion Porto |
| Trofa              | 5                | 38.548           | 72,01      | 535              | 1318      | Região Norte | Metropolregion Porto |
| Valongo            | 4                | 94.672           | 75,13      | 1.260            | 1315      | Região Norte | Metropolregion Porto |
| Vila do Conde      | 21               | 80.825           | 149,02     | 542              | 1316      | Região Norte | Metropolregion Porto |
| Vila Nova de Gaia  | 15               | 303.824          | 168,47     | 1.803            | 1317      | Região Norte | Metropolregion Porto |
| Distrikt Porto     | 243              | 1.785.405        | 2.331,66   | 766              | 13        | –            | –                    |